# Alejo I Studites
Alejo I Studites (en griego: Ἀλέξιος ὁ Στουδίτης: Ἀλέξιος ὁ Στουδίτης
) (m. 1043), Patriarca de Constantinopla, fue miembro del Monasterio de Studion (fundado en 462), sucedió a Eustacio como Patriarca en 1025, el último Patriarca nombrado por el emperador romano de Oriente Basilio II. Le sucedió Miguel I Cerulario, protagonista del Cisma de Oriente y Occidente de 1054.

## Patriarcado

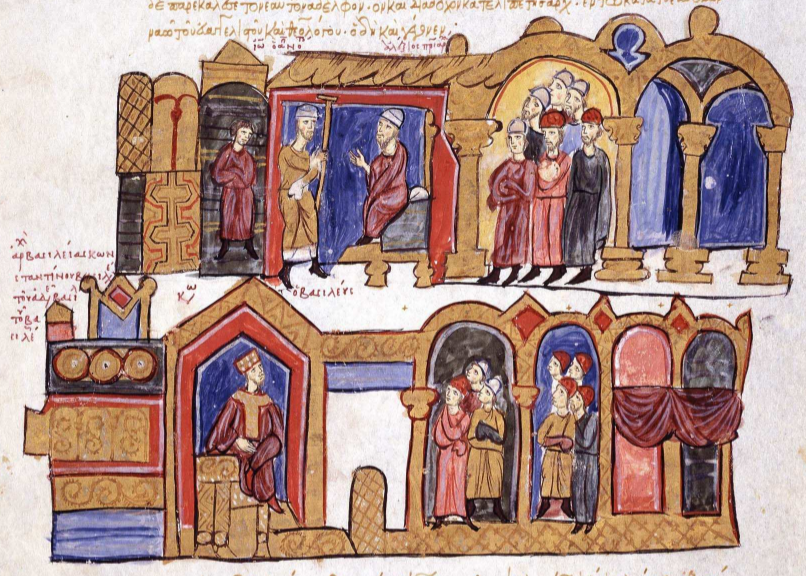

Alejo se dispuso a reformar la institución eclesiástica del charistike. La institución de la donación charistike dorea, a la que investigaciones recientes datan del período inmediatamente posterior al Triunfo de la Ortodoxia (843). Efectivamente, involucró la donación de monasterios a particulares sin relación con los fundadores de los establecimientos por un período limitado de tiempo. Ostensivamente emprendidos para que los edificios del monasterio pudiesen ser reparados o conservados y la finca fuera de buen uso, mientras que al mismo tiempo se protegían y preservaban sus funciones espirituales, en realidad la institución era ampliamente abusada por la nobleza terrateniente, por lo que se convirtió en una fuente de patrocinio abusado por altos funcionarios de la iglesia y una herramienta contra el poderoso establecimiento monástico. Alejo intentó atemperar el abuso del notorio charistike nombrando a través de la legislación sinodal al canciller del patriarca, el chartophylax, como el funcionario que serviría como último punto de aprobación para todos los otorgamientos bajo el sistema. Alejo también restringió los otorgamientos de charistike a monasterios no diocesanos. Que Alejo buscase una reforma sobre la abolición de charistike dorea probablemente muestra la incapacidad de la Iglesia para reclamar de vuelta muchas de estas propiedades que estaban en manos de la poderosa élite terrateniente.
Alejo promovió las celosas acciones de Juan de Melitene, cuyo interés era limitar la influencia de la Iglesia Siria Jacobita en el suroeste del Imperio romano de Oriente, especialmente en los recientemente conquistados temas de Mesopotamia y Telouch. Por esta razón el Patriarca Sirio Jacobita Juan VIII fue arrestado, traído a juicio en Constantinopla y entonces forzado a estar en un monasterio en Mt. Ganos. 
En 1034 el entronizado Miguel IV (el favorito de emperatriz Zoë, la cual procuró la muerte Romano III Argyros en pro de ascender al trono a Miguel) frustró los intentos de su hermano Juan el Orphanotrophos, de obtener la sede patriarcal en 1036. Juan murió en 1043.

## Typikon
Alejo Studites también estableció un monasterio para el cual escribió un reglamento (typikon), el cual fue entonces utilizado como regla para el Monasterio de las Cuevas de Kiev.
Hay decretos escritos por Alejo que aún se conservan. Alejo se destaca por el elevado estilo empleado en los numerosos decretos de su autoría que han sobrevivido.

## Decretos de sínodo
Los decretos de sínodo son inusuales por su número y por el hecho de estar precisamente datados.
- 1027 (Grumel 832)
- 1027 (Grumel 833)
- 1027-1030 (Grumel 834)
- 1028 (Grumel 835)
- 1030 (Grumel 839)
- 1038 (Grumel 840)
- 1034 (Grumel 841)
- 1037 (Grumel 842)
- 1038 (Grumel 844)
- 1038 (Grumel 845)
- 1039 (Grumel 846)
- 1030-1040 (Grumel 848)
- Sin fecha (Grumel 847,849, 850)